# Castell de Fontanilles
El castell de Fontanilles és un castell termenat situat a Fontanilles (Baix Empordà), poble de cases escampades entre dos pujols, separats per una petita depressió. El tossar situat a migdia, anomenat el Castellot pels habitants de la rodalia, presenta testimonis d'edificació antiga. El lloc és dominant vers l'est, damunt la plana regada pels cursos inferiors dels riu Daró i Ter, el mar i les illes Medes al fons. El castell és una obra declarada bé cultural d'interès nacional.

## Descripció
Escasses ruïnes amb la base d'una torre rodona en un turó proper al poble. Es conserven parets de poca alçada i es veuen rastres de fonaments de la fortalesa sobretot a llevant i migdia del turó situat a l'extrem meridional del poble. Al NE és visible un petit fragment de basament d'una torre de pla circular afegida a un tram de llenç. Al sector SE hi destaquen dos llenços formant cantonada. L'aparell és de pedres llargues i estretes, desbastades i trabades amb morter. Al cim del planell del puig s'aprecien els fonaments d'altres sectors de la fortalesa.
A l'est i sud del planell del turó hi ha alguns fragments de murs i vestigis que, per la seva poc entitat, no permeten definir les edificacions que s'hi dreçaren. Entre la vegetació i molt colgats de terra hi ha trams de fonaments i alguns fragments constructius, de poques pedres lligades amb morter. Al nord-est del planell resta un mur d'uns 10 m de llarg per 2 m d'alçada màxima. També un reduït fragment del basament d'una torre de planta circular. L'aparell és de pedres petites, només desbastades, disposades irregularment i amb l'argamassa molt visible. Sembla correspondre a una construcció baix-medieval. Al sud-est del planell hi destaquen dos llenços formant cantonada dreçats sobre la roca natural, d'una alçada d'1 m i altres trams de mur més llargs però que conserven molt poques filades. L'aparell és de pedres llargues i estretes, de pedra sorrenca, tallades a cop de martell i blocs més petits, més desbastats. L'angle és fet ambcarreus molt més grossos força ben escairats. El morter és de calç molt barrejat amb fang. Aquests paraments semblen correspondre a una construcció medieval dels segles XI o XII.

## Història
L'any 959, el comte Gausfred d'Empúries confirmà a Riculf diverses possessions escampades pels comtats d'Empúries i Peralada, donades pel rei Lluís IV de França. Una de les propietats es trobava a «villa Fontanillas...». L'any 965 fou consagrada l'església de Sant Martí de Fontanilles. Posteriorment, hi ha referències documentals a l'església però no n'hi ha d'un castell que es puguin relacionar amb el Castellot. No obstant, les restes que es troben en aquest lloc demostren que hi hagué alguna obra de fortificació, segurament un petit castell, una força o una guàrdia.